# Black Rainbow
Black Rainbow és una pel·lícula de thriller psicològic de 1989 dirigida per Mike Hodges i protagonitzada per Rosanna Arquette, Jason Robards, Tom Hulce, Mark Joy, Ron Rosenthal i John Bennes. Va ser filmada a Rock Hill (Carolina del Sud) i Charlotte (Carolina del Nord).

## Trama
Rosanna Arquette interpreta a Martha Travis, una médium que presenta un espectacle de clarividència itinerant amb el seu pare alcohòlic Walter (Jason Robards) on ajuda els membres del públic a contactar amb familiars difunts.. En una reunió, prediu la mort violenta d'un empleat de la fàbrica local (Olek Krupa), un denunciant que havia de revelar la mala pràctica corporativa a la planta, i aviat es converteix ella mateixa en l'objectiu de l'assassí. En una reunió posterior a la ciutat, sembla identificar diverses persones més que moriran o seran assassinades. Un periodista local escèptic que investiga la mort, Gary Wallace (Tom Hulce), comença a seguir la parella i la història. La història s'explica en un flashback, amb les escenes inicials que mostren a Wallace buscant la solitaria Martha molts anys després dels esdeveniments representats al cos principal de la pel·lícula.

## Repartiment
- Rosanna Arquette com a Martha Travis
- Jason Robards com a Walter Travis
- Tom Hulce com a Gary Wallace
- Mark Joy com a Lloyd Harley
- Ron Rosenthal com el tinent Irving Weinberg
- John Bennes com a Ted Silas
- Linda Pierce com Mary Kuron
- Olek Krupa com a Tom Kuron
- Marty Terry com la senyora Adams
- Ed Grady com a Geoff McBain, editor (acreditat a Ed L. Grady)
- Jon Thompson com a Jack Callow
- Helen Baldwin com a Eva Callow
- Darla N Warner com Shirley Harley
- William Brown com a Hal Faber
- Rick Warner com a Jay Chatwin, editor
- Dandy Stevenson com la senyora Koestler
- Georgia Allen com a Mrs Jamais
- Brenda Mitchell com a senyora Dupont
- Princess Wilson com la senyora Kimbler
- Mert Hatfield com Mike Braddon
- Mary Ratliff com a Eunice Dole
- Judy Simpson com a Rachel Sachs
- Kay Joiner com la Sra Prior
- Elijah Perry com a Bud Orwell (acreditat Jerry Rushing)
- Tate Gardner com a Larry Harley
- Christina Taylor com Lilly Harley
- Jeffrey Taylor com Mike Harley
- Corbin Gurkin com a Cindy Harley
- Rebecca Riley Hogan com la senyora Anderson (acreditada Rebecca Hogan)
- Joyce Leigh Bowden com a infermera Shelly (acreditada Joyce Bowden-Kirby)
- Wallace Merck com a oficial Monroe
- Muse Watson com a oficial de policia
- Ed Lillard com a Pastor On Train
- Ivan Green com a predicador
- Membres de Cannon Cathedral Choir de Charlotte com ells mateixos

## Producció
Black Rainbow es va rodar entre octubre i desembre de 1988 a Charlotte, Carolina del Nord.

## Estrena i recepció
Tot i que la pel·lícula va rebre un cert suport crític i sovint es descriu com la millor pel·lícula de Hodges des de L'assassí implacable, no va rebre un llançament complet al Regne Unit i als EUA. En aquell moment, les productores que distribuïen la pel·lícula, Palace Films al Regne Unit i Miramax als Estats Units, estaven patint econòmicament, de manera que la pel·lícula només tenia un llançament simbòlic. Es va projectar a teatres a l'estranger i a diversos festivals de cinema. Al XXII Festival Internacional de Cinema Fantàstic de Sitges va rebre el premi al millor guió i a la millor actriu.
La pel·lícula es va estrenar finalment en videocasset el 9 de gener de 1992 per Media Home Entertainment a través de Fox Video. El 2005, Trinity Home Entertainment va estrenar la pel·lícula en DVD, però a pantalla completa i sense cap material addicional. Al Regne Unit, Anchor Bay va estrenar la pel·lícula en pantalla panoràmica i també amb un comentari de Mike Hodges i fragments de la realització de Black Rainbow amb el repartiment i la tripulació. El 2020 la pel·lícula va ser restaurada i llançada a Blu-ray per Arrow Video, amb la pel·lícula anterior de Hodges The Terminal Man com a llançament en Blu-ray el 2021.

### Temes
Hodges va assenyalar en una entrevista publicada al llançament de Blu-ray Arrow Video del 2020 de Black Rainbow el seu interès pel que anomena "bilocalització". L'escriptor i director diu: "En altres paraules, la gent es veu de dues maneres diferents al mateix temps; que la gent pugui ser transportada completament a un altre lloc." Hodges continua dient que "aparentment la ciència està avançant cap al fet que tenim universos paral·lels" i "com més ens endinsem, més extraordinari es torna". La vida és així. Crec que està ple de tot tipus d'elements estranys, que personalment m'encanten".
En el seu assaig "Black Rainbow - A Modest Pot of Gold" sobre les 10 millors pel·lícules, Mark Fraser afirma: "[Mike] Hodges s'assegura que les coses mai siguin el que semblen, entrellaçant una trama convencional amb múltiples suggeriments de bilocalització i intervenció sobrenatural". Quan parla de l'actuació de Tom Hulce com a periodista d'investigació Gary Wallace, va assenyalar que "és l'única persona fora de Martha [Travis] més afectada pels esdeveniments de bilocalització infusionats al llarg de la història". El guió també "toca una sèrie d'altres temes que afecten la psique humana, com ara la religió, el desplaçament econòmic, la degradació ambiental i les dinàmiques de desordre familiars."